# إيزابيل غرينبيرغ
إيزابيل غرينبيرغ (بالإنجليزية: Isabel Greenberg)‏ هي فنانة قصص مصورة ورسامة توضيحية بريطانية، ولدت في 1989.